# Vidaamuyarchi
Pour plus de détails, voir Fiche technique et Distribution.
Vidaamuyarchi est un thriller d'action indien réalisé par Magizh Thirumeni, sorti le 6 février 2025,.

## Synopsis
Arjun partage un lien profond avec sa femme, Kayal. Cependant, leur relation commence à s’effondrer lorsque des défis se présentent. Kayal est capturée par un groupe notoire en Azerbaïdjan, ce qui conduit le mari à partir en mission pour la sauver.

## Fiche technique
Sauf indication contraire, les informations mentionnées dans cette section peuvent être confirmées par les bases de données cinématographiques IMDb et Allociné,  présentes dans la section « Liens externes ».
- Titre original : Vidaamuyarchi
- Réalisation : Magizh Thirumeni
- Scénario : Magizh Thirumeni
- Musique : Anirudh Ravichander
- Décors :
- Costumes :
- Photographie : Om Prakash
- Son :
- Montage : Srikanth N. B.
- Production : G. K. M. Tamil Kumaran et A. Subaskaran
  - Production déléguée : Pream
- Sociétés de production : Lyca Productions
- Sociétés de distribution : Red Giant Movies et Night Ed Films
- Pays de production :  Inde
- Langue originale : tamoul
- Format : couleur
- Genre : Thriller d'action
- Durée : 150 minutes
- Dates de sortie : 6 février 2025

## Distribution
- Ajith Kumar en tant qu'Arjun M.
- Arjun Sarja en tant que Rakshith / Dheeraj
- Trisha Krishnan en tant que Kayal, femme de Arjun
- Regina Cassandra en tant que Deepika "Deeps", femme de Rakshith
- Arav en tant que Michael, membre du gang de Rakshith
- Nikhil Nair en tant que Nikhil, membre du gang de Rakshith
- Dasarathi, en tant que membre du gang de Rakshith
- Ganesh Saravanan en tant que Sanjay Saravanan, membre du gang de Rakshith
- Ravi Raghavendra, en tant que Psychiatre
- Ramya Subramanian en tant que Anu, la meilleure amie de Kayal
- Jeeva Ravi, en tant que père de Kayal
- Sandhya Janak, en tant que mère de Kayal
- Kazim Abullayev en tant que Jabbar
- Javanshir Hadiyev, en tant qu'agent de police
- Vidadi Hasanov en tant qu'Omar
- Vusala Agayeva, en tant que femme de Omar
- Vetri Kiran, en tant que père de Deepika
- Tural Ahmed, en tant que membre du gang de Rakshith
- Sveta Hakimova
- Rovshan Karimduxt
- Ilkin Hamidli
- Sasan Asadi